# Emilie Morier
Emilie Morier (1997) es una deportista francesa que compite en triatlón.
Ganó una medalla de oro en el Campeonato Mundial por Relevos Mixtos de 2019 y dos medallas en el Campeonato Europeo de Triatlón, oro en 2019 y plata en 2017.

## Palmarés internacional
| Campeonato Mundial por Relevos Mixtos | Campeonato Mundial por Relevos Mixtos | Campeonato Mundial por Relevos Mixtos | Campeonato Mundial por Relevos Mixtos |
| Año                                   | Lugar                                 | Medalla                               | Prueba                                |
| ------------------------------------- | ------------------------------------- | ------------------------------------- | ------------------------------------- |
| 2019                                  | Hamburgo (Alemania)                   | Medalla de oro                        | Relevo mixto                          |
| Campeonato Europeo                    |                                       |                                       |                                       |
| Año                                   | Lugar                                 | Medalla                               | Prueba                                |
| 2017                                  | Kitzbühel (Austria)                   | Medalla de plata                      | Relevo mixto                          |
| 2019                                  | Weert (Países Bajos)                  | Medalla de oro                        | Relevo mixto                          |